# Otto Wallenberg
Gustaf Otto Wallenberg, född 31 januari 1889 i Stockholm, död där 12 mars 1965, var en svensk ingenjör.
Wallenberg, som var son till grosshandlare Carl Fredrik Wallenberg och Karolina Pettersson, avlade studentexamen 1907 och utexaminerades från Kungliga Tekniska högskolan 1911. Han var byråingenjör på gatukontoret i Stockholms stad 1931–1936 och verkställande direktör för Nationalföreningen för trafiksäkerhetens främjande 1936–1949. 
Wallenberg tillhörde stadsfullmäktige 1930–1942, var ledamot av stadsplanenämnden 1935–1947, av Stockholms trafikråd 1935-1943, av sjukhusdirektionen 1934–1942 (vice ordförande 1936–1941), vice ordförande i Södersjukhusets byggnadskommitté 1938–1941, styrelseledamot och ledamot av arbetsutskottet för Stockholmshögerns förbund 1927–1943, styrelseledamot och ledamot av arbetsutskottet i Cykelfrämjandet 1937–1945, ledamot av Kungliga Automobilklubbens kommitté i trafik- och vägfrågor 1939–1943, av 1937 års sakkunniga rörande trafiksäkerhet 1937–1939 och av 1945 års trafiksäkerhetskommitté. Han var initiativtagare till och generalsekreterare för första nordiska trafiksäkerhetskongressen i Stockholm 1939 samt ordförande i Svenska motorförbundet och dess hedersteckenkommitté från 1954.
Wallenberg var en av stiftarna och ordförande i Stockholms orkesterförening 1911–1912, Konsertföreningens symfonikör 1921–1927, Stockholms oratoriesällskap 1927–1930, styrelseledamot i stiftelsen Stockholms konserthus 1932–1935, Konsertföreningen i Stockholm 1932–1935, Stockholms gosskör 1938–1947, Musikhistoriska museet 1940–1950 (dess inspektor), i Maria Magdalena församling ledamot kyrkofullmäktige 1932–1945 (ordförande 1939–1943), kyrkorådet 1930–1943 och kyrkvärd 1938–1943. Han deltog i sångarfärder, bland annat i Pariserkören 1914 och Stockholms studentsångarförbund i Amerika 1925. Han skrev trafiktekniska artiklar i fack- och dagspressen.